# Lago Lača
Il lago Lača (in russo Лача?) è più grande e il principale bacino di acqua dolce dell'Oblast' di Arcangelo, nella Russia europea. Principale emissario è il fiume Onega.
Il lago, situato circa 5 km a sud di Kargopol', si allunga in direzione nord-sud per 32,5 km, la larghezza è di 14 km e ha un'area di 334 km². Si trova ad un'altitudine di 117 m sul livello del mare, la profondità media è di 1,6 m, la massima è di 5 m. Il fondo è torboso, gli argini paludosi. Gela da novembre a maggio.
Ha come principale emissario il fiume Onega e come principali immissari i fiumi Svid', Kovža e Lëkšma. Il fiume Svid' proviene dal lago Vože situato a sud, a circa 50 km di distanza. Il lago fa parte di una via navigabile interna lunga 100 km che da Kargopol' risale lo Svid'.

## Flora e fauna
Il lago è invaso da piante acquatiche. Circa il 48% della superficie del lago è ricoperta di macrofite, piante relativamente grandi che formano un raggruppamento ecologico. In totale, 53 specie di piante vivono nel lago, la maggior parte delle quali sono macrofite sommerse: Potamogeton acutifolius, Myriophyllum spicatum e Myriophyllum alterniflorum; i loro gruppi costituiscono l'86% del territorio invaso. Le sponde sono delimitate da piante aeree come il canneto (11% dei boschetti) e il canneto lacustre (1,6%). Il fitoplancton del lago è rappresentato da 290 specie di alghe, tra cui predominano diatomee, alghe azzurre e verdi.
Il lago ospita molti tipi di pesci, tra cui: abramide, pesce persico, luccio, Mylopharyngodon piceus, abramide medio, Rutilus, bottatrice, ido, acerina. Come risultato dell'acclimatazione del lucioperca nel lago Vože, questo pesce si è stabilito anche nel lago Lača e ora viene catturato da pescatori e diportisti.
La parte meridionale del lago è stata inclusa, nel 1971, nella riserva naturale della Lača (Лачский заказник) creata con lo scopo di preservare, ripristinare il numero degli uccelli acquatici, il loro habitat e il mantenimento dell'equilibrio ecologico complessivo. Nel 1993 sono stati modificati i confini della riserva e attualmente sul suo territorio si trova la parte sud-occidentale del lago, dalla foce del fiume Tichman'ga alla foce del fiume Svid'.